# Stepan Ghazaryan
Stepan Ghazaryan  (tiếng Armenia: Ստեփան Ղազարյան; sinh 11 tháng 1 năm 1985) là một cầu thủ bóng đá Armenia thi đấu ở vị trí thủ môn cho Banants. Ghazaryan từng thi đấu cho U-17 Armenia ở Giải vô địch bóng đá U-17 châu Âu.